# Дендрарій (Курник)
Дендрарій в Курнику — розташований у ґміні Курник, Познанський повіт, Великопольське воєводство, Польща. Дендрарій є найбільшим і найстарішим у Польщі та четвертий за розміром колекції у Європі.
На площі понад 40 гектарів розташовано більше 3300 таксонів дерев і кущів, у тому числі багато екзотичних.
Дендрарій із замком внесений до реєстру пам'яток Польщі під номером 116/А. З 11 липня 2011 року, замково-парковий комплекс разом із парафіяльним костелом (некрополем власників) був внесений президентом Польщі у список пам'яток історії Польщі.

## Історія
Дендрарій був заснований у першій половині дев'ятнадцятого століття навколо замку у Курнику його власником, графом Титом Дзялинським. Ця робота була продовжена його сином Яном Дзялинським та онуком  Владиславом Замойським.
Спочатку це був сад у французькому стилі заснований Теофілією Дзялинською (пол. Teofila Działyńska Szołdrską-Potulicka). Теофілія створила сад після розлучення із своїм чоловіком Александром Потуліцьким.

## Колекції
Колекція дендрарію містить багатовікові дерева місцевих порід липи, бука та дуба, а також понад столітні екзотичні екземпляри магнолії загостреної (лат. Magnolia acuminata), ялиці грецької (лат. Ábies cephalónica) та кипариса болотного зі спеціальними коренями-пневматофорами (найстарші в Польщі]).

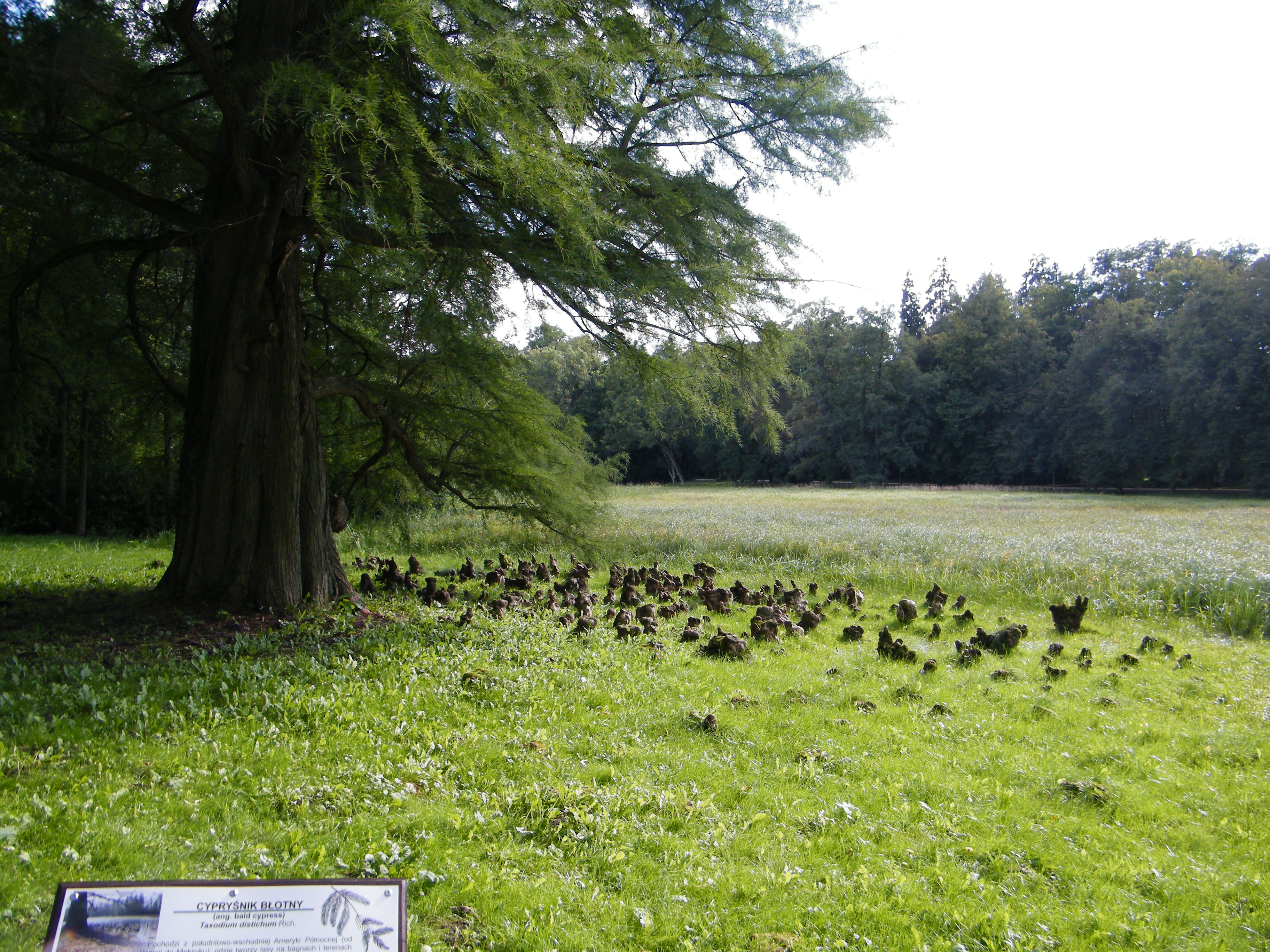
Кипарис болотний у Курницькому дендрарії
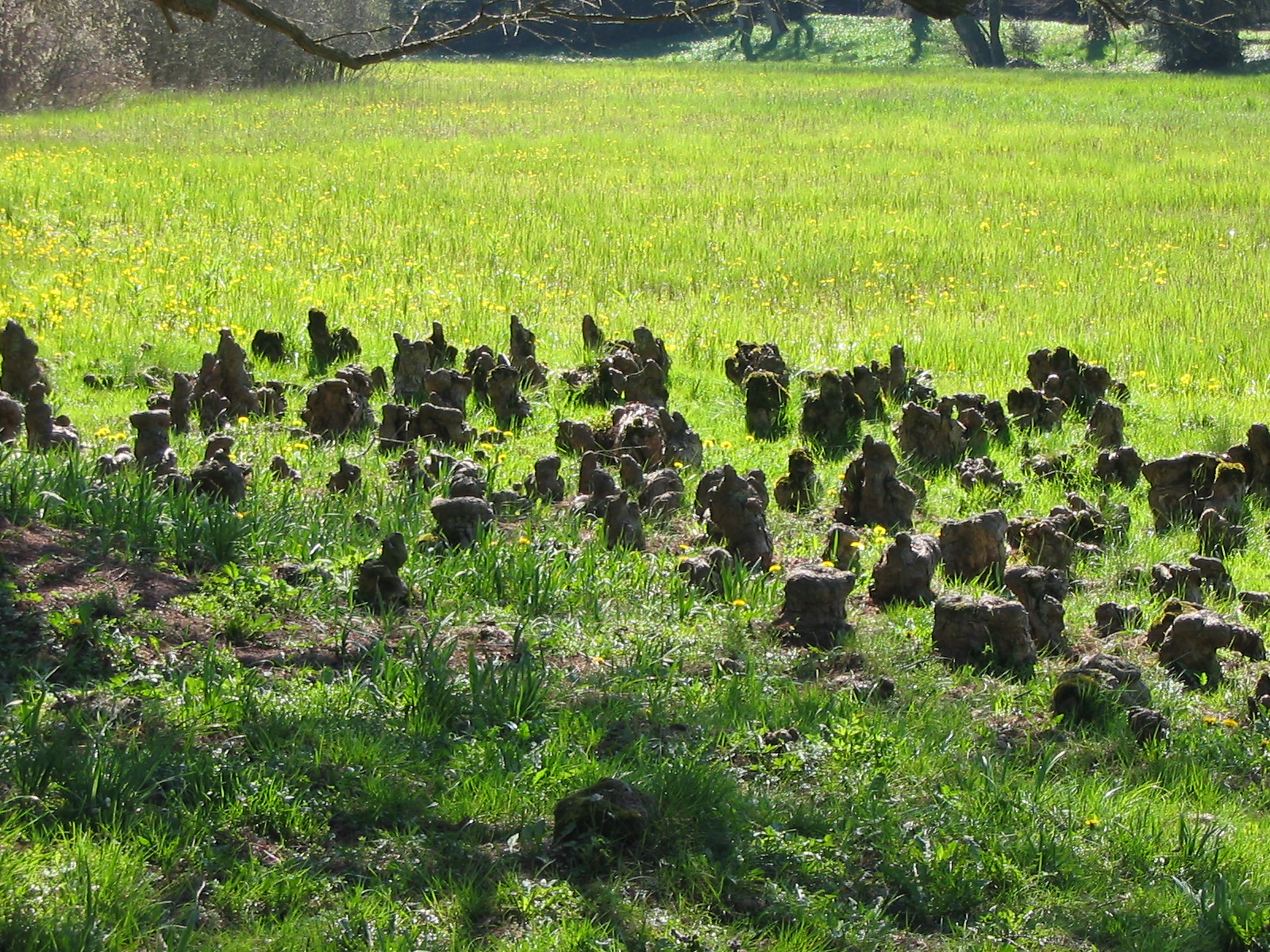
Пневматофори кипариса болотного у Курницькому дендрарії
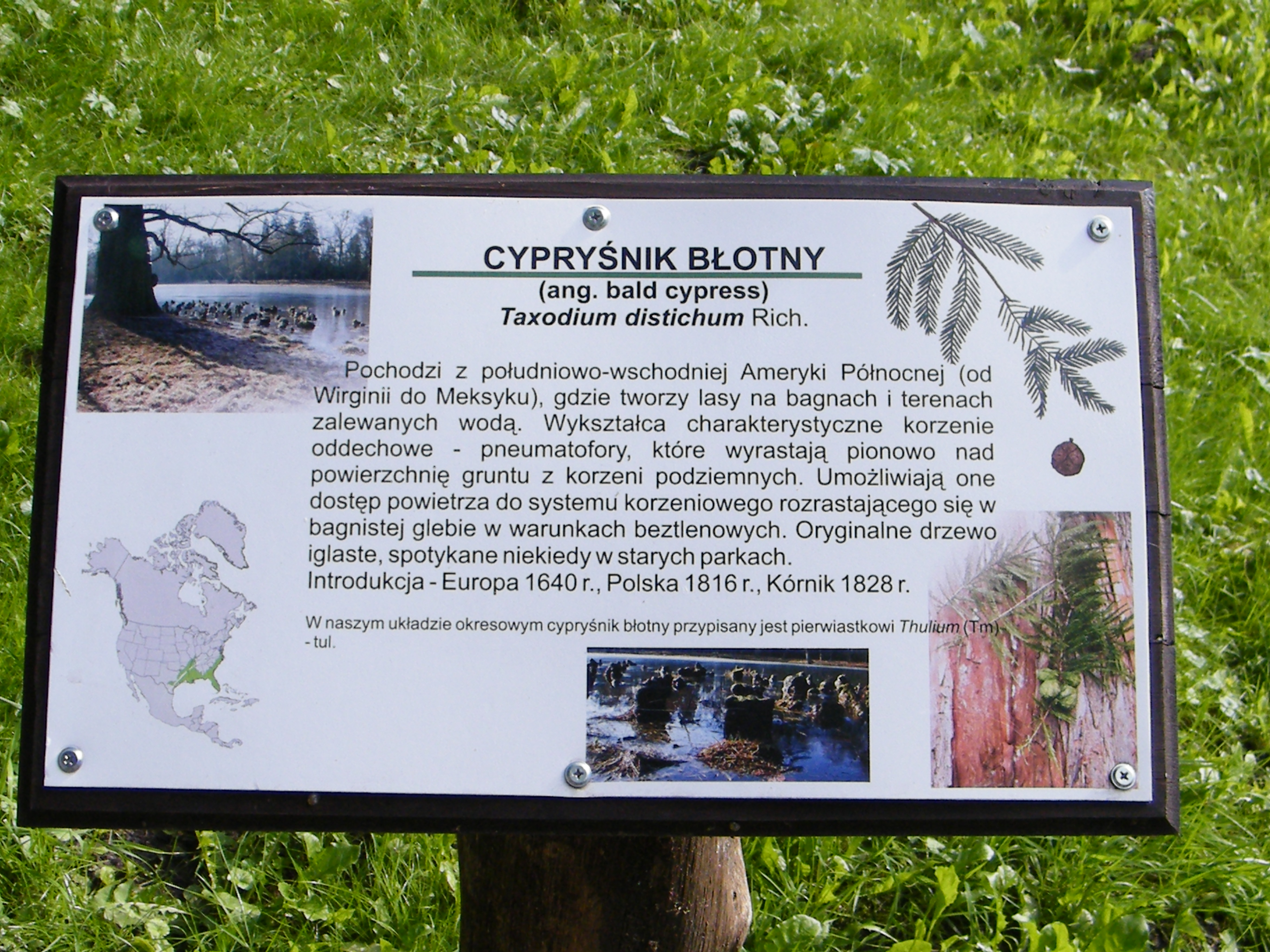
Інформаційна табличка

Є також колекції берези, яблунь та вишень, декоративні чагарники: бузок, форзиція, спірея, рододендрон та азалія.
У Курнику акліматизовані такі види як корейська ялиця (лат. Abies koreana), туя західна (сорт aurescens), ялиця Віча (лат. Abies veitchii). Нові та старі види та сорти дерев і чагарників розмножують у Курницьких розплідниках [Архівовано 14 липня 2014 у Wayback Machine.].
На даний час, у дендрарії в Курнику знаходиться польський Інститут дендрології з експериментальними садами та дендрологічним музеєм.

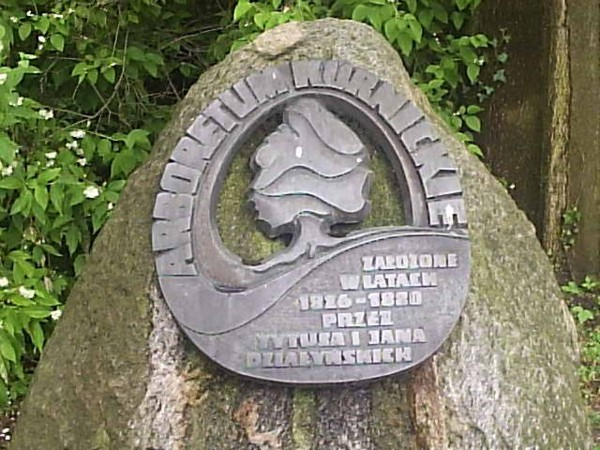
Пам'ятна табличка, присвячена засновнику дендрарію Титу Дзялинському
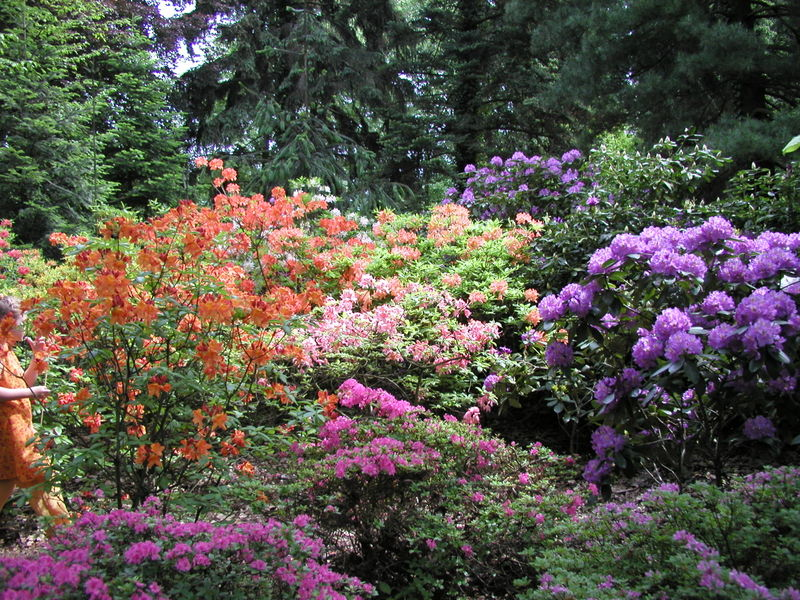
Колеція рододендронів
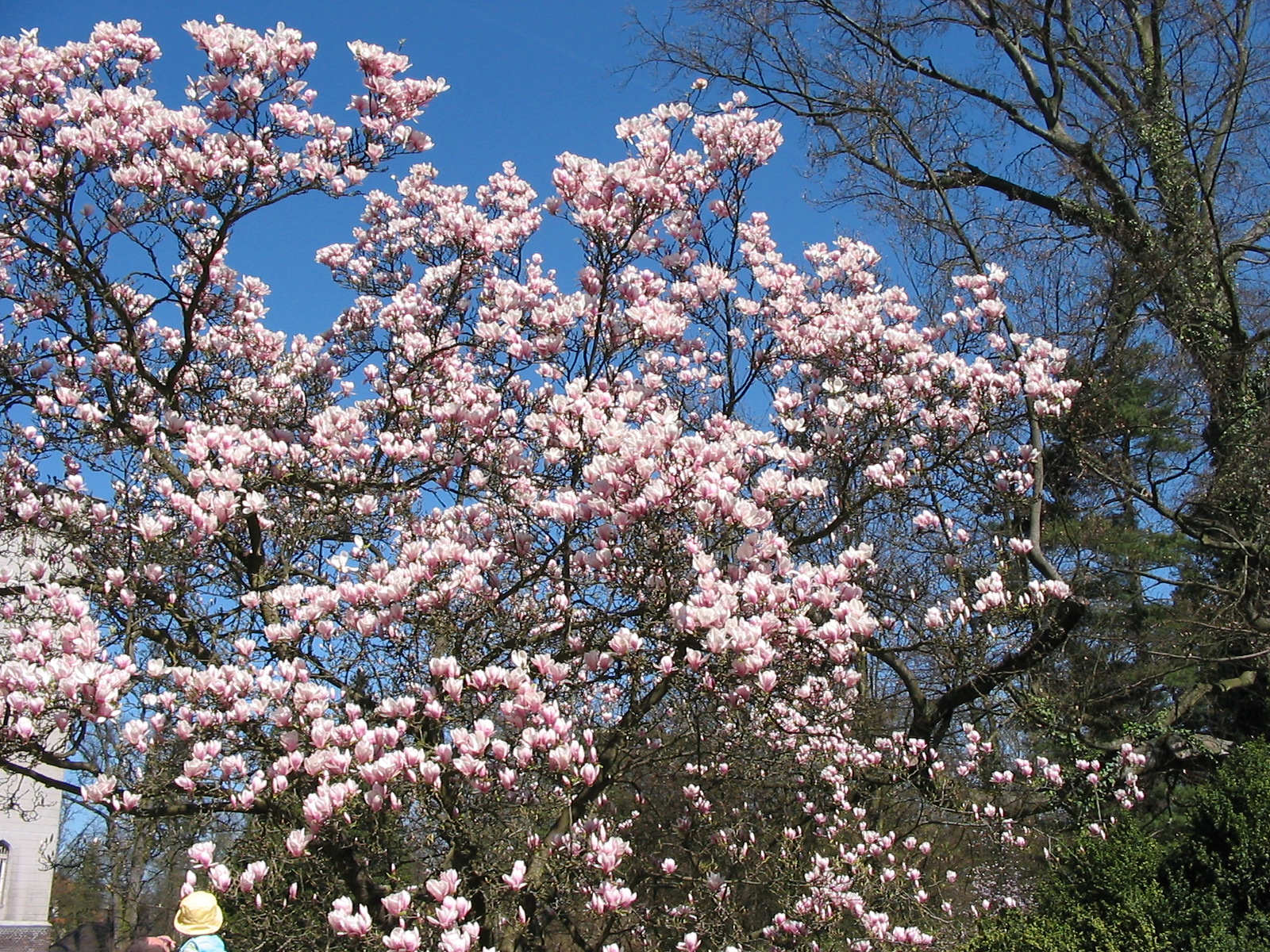
Магнолія позаду замку у Курницькому дендрарії
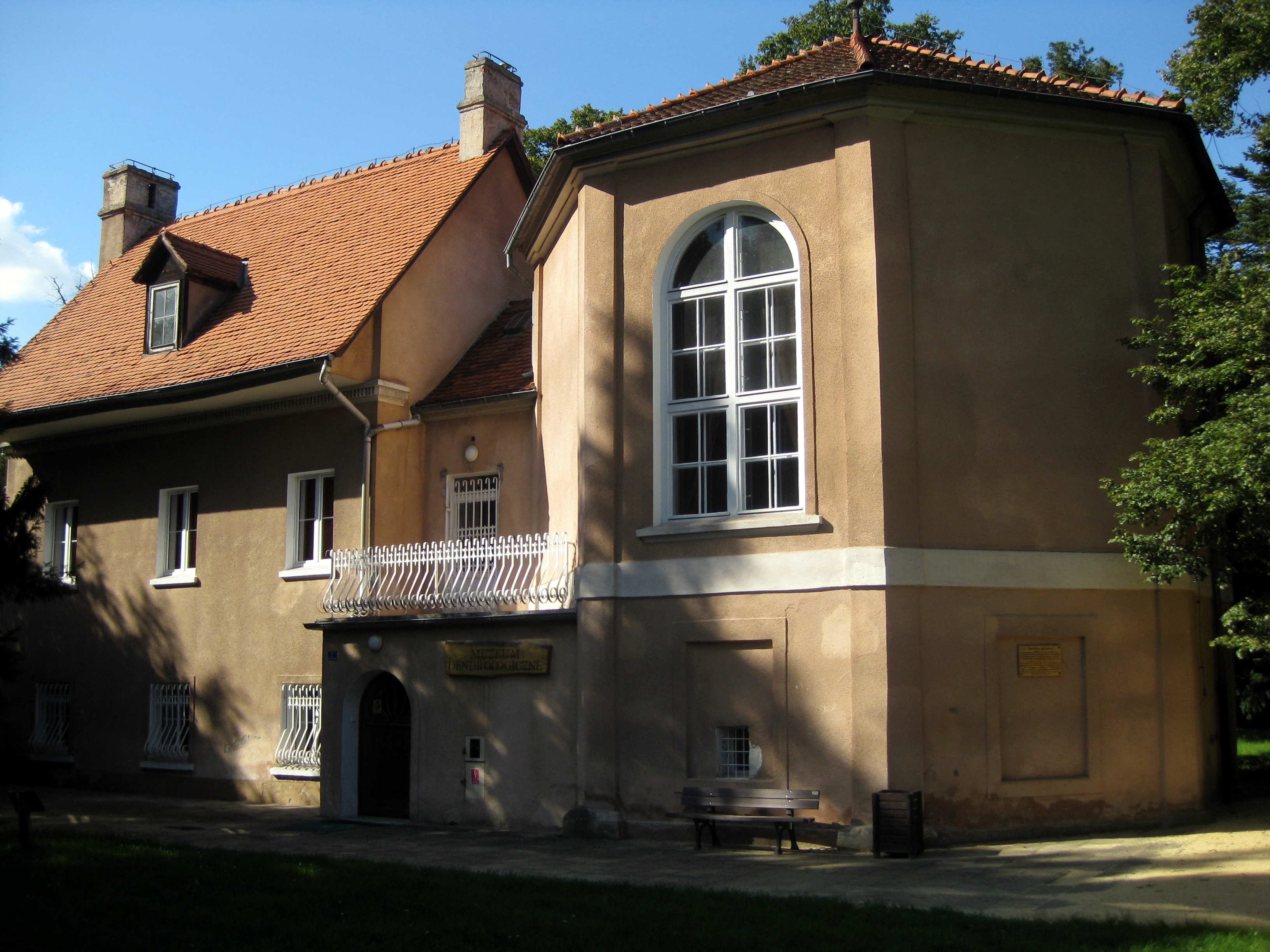
Дендрологічний музей
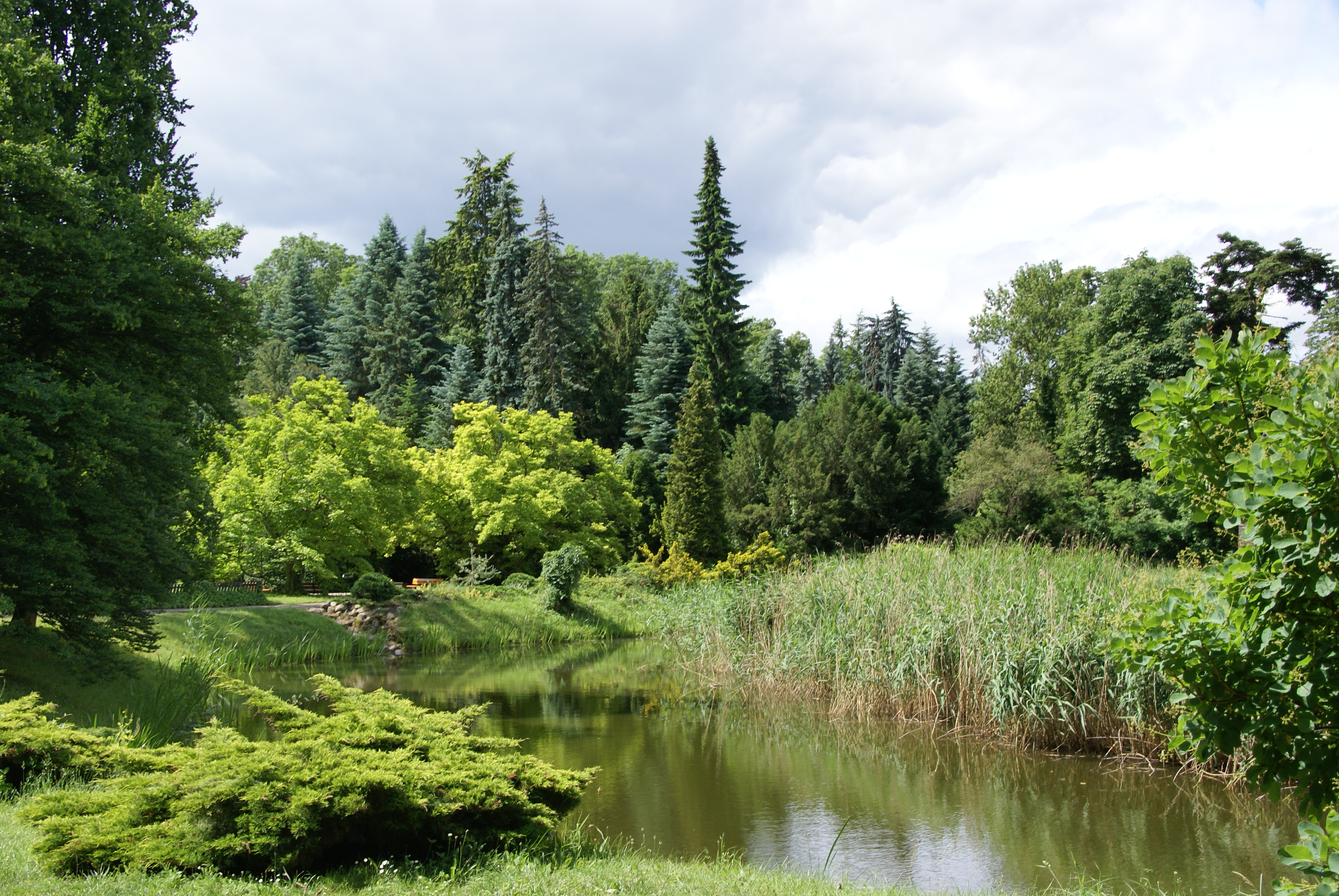
Колекція дерев на фоні ставу
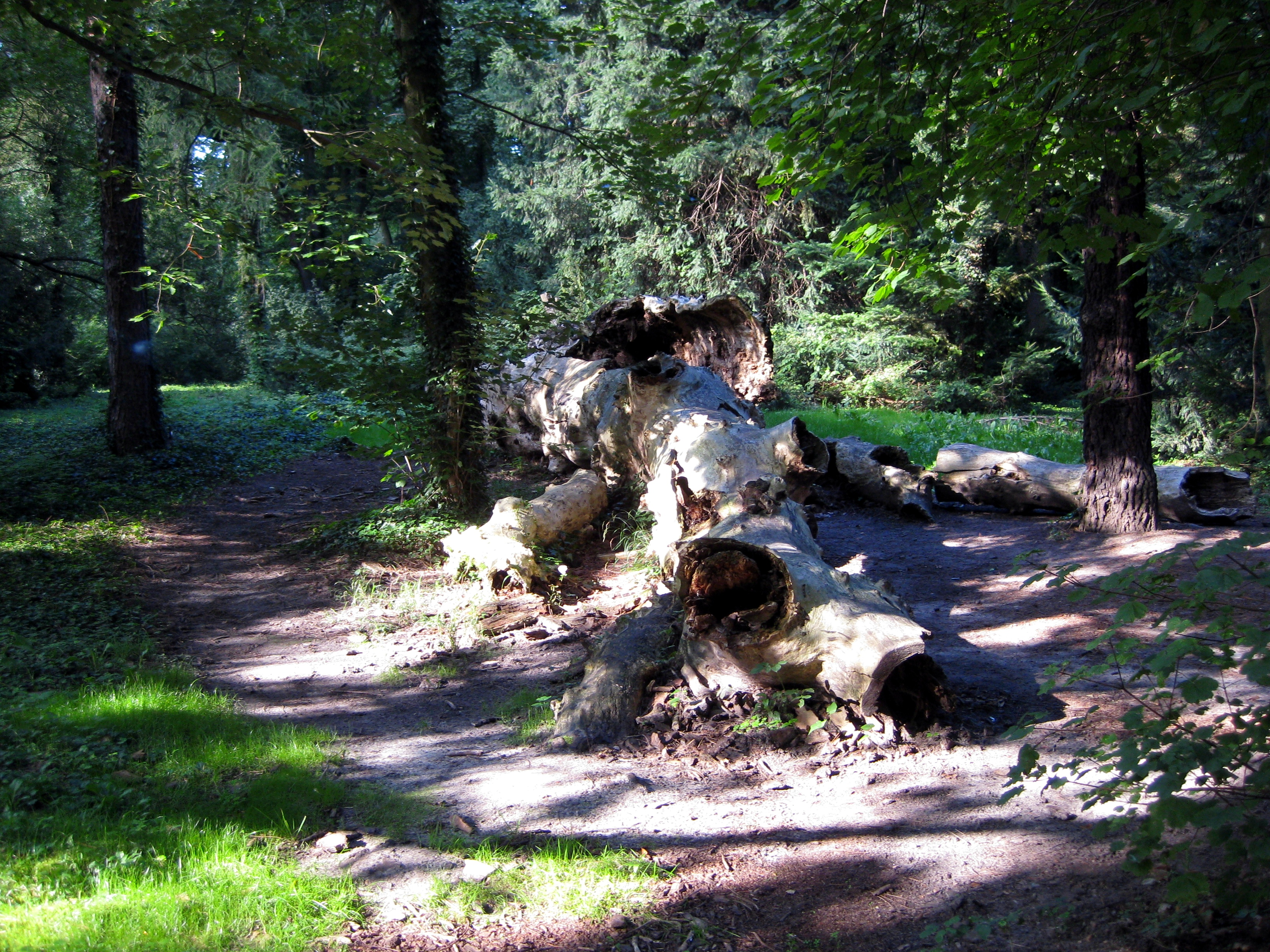
Спорохнявілий пень дерева

## Режим роботи
Дендрарій відчинено для відвідувачів протягом календарного року.